# Jevgeni Aleksejevitsj Fjodorov
Jevgeni Aleksejevitsj Fjodorov (Russisch: Евгений Алексеевич Фёдоров) 
(Leningrad, 11 mei 1963) is een Russische politicus.
Een afgevaardigde van de Staatsdoema van de Russische Federatie van vijf termijnen (1993-1996, 2003-heden), een lid van de Doema commissie Begroting en Belastingen, een lid van de Centrale Politieke Raad van "Verenigd Rusland", een staat adviseur van de Russische Federatie, een kandidat naoek (PhD) in de economische wetenschappen. De coördinator van de organisatie " Nationale Bevrijdingsbeweging".